# Raymond St. Jacques
Raymond St. Jacques (Hartford, 1 de março de 1930 – Los Angeles, 27 de agosto de 1990) foi um ator americano.
St. Jacques nasceu James Arthur Johnson, em Hartford, Connecticut. Era filho de Vivienne Johnson, um técnico de saúde. Em sua carreira como ator foi um dos protagonistas do filme Up Tight! de 1968 e ficou conhecido com o personagem Coffin Ed, no filme blaxploitation da década de 1970 Cotton Comes to Harlem. Também trabalhou na TV, na série Rawhide e dois anos como juiz Clayton C. Thomas em Superior Court (de 1988 a 1989).
Morreu de linfoma em Los Angeles, Califórnia em 1990. Ele era o pai da Sterling St. Jacques (que morreu em 1984 de AIDS).